# A Tribe Called Quest
A Tribe Called Quest — американська хіп-хоп-група, яка була сформована в 1985 році реперами Q-Tip, Phife Dawg і діджеєм Ali Shaheed Muhammad. Четвертий учасник групи, репер Jarobi White, покинув групу після першого альбому, але повернувся в 2006 році. Водночас з De La Soul група була частиною проекту Native Tongues Posse. Своїми експериментами в змішуванні хіп-хопу і джазу A Tribe Called Quest зробила величезний вплив на музику хіп-хопу, а такі треки, як «Bonita Applebum», «Can I Kick It?», «I Left My Wallet in El Segundo», «Scenario», «Check the Rhime», «Jazz (We’ve Got)», «Award Tour» і «Electric Relaxation» признані класикою жанру.
В 1998 році, після випуску п'яти альбомів, група розпалася, але в 2006 році її учасники возз'єдналися і провели спільний тур по США. A Tribe Called Quest вважаються «піонерами» альтернативного хіп-хопу; журнал Allmusic в 2006 назвав їх «найбільш артистичною реп-групою 1990-х», а сайт About.com присвоїв їм 4-е місце в списку «25 найкращих хіп-хоп-колективів усіх часів».